# Internationale Konferenz marxistisch-leninistischer Parteien und Organisationen (Einheit & Kampf)
Die Internationale Konferenz marxistisch-leninistischer Parteien und Organisationen (kurz IKMLPO, spanisch Conferencia Internacional de Partidos y Organizaciones Marxista-Leninistas, CIPOML) ist eine transnationale Gruppierung antirevisionistischer kommunistischer Parteien und Organisationen. Sie vertritt hoxhaistische Positionen.
Die Konferenz wurde 1994 in der ecuadorianischen Hauptstadt Quito gegründet. Der Ableger in Deutschland ist die „Organisation für die Aufbau einer kommunistischen Arbeiterpartei in Deutschland“ (Arbeit Zukunft), eine Abspaltung der KPD/ML-Nachfolgeorganisation KPD (Roter Morgen). Alle sechs Monate gibt die Konferenz ihr Organ Einheit & Kampf heraus.
1994 wurde unter dem Titel An das internationale Proletariat und an die Völker: Kommunistische Resolution ein Programm verabschiedet. Jedes Jahr kommen Vertreter der Parteien und Organisationen zu Tagungen zusammen, die dazu dienen über die „Lage und die Entwicklung der Arbeiter- und Volksbewegung und insbesondere über die Volksfront-Politik“ in den verschiedenen Ländern zu berichten. Außerdem treffen sich die Regionen Europa, Amerika und Asien.

## Mitgliedsparteien und -organisationen
| Kontinent            | Land                    | Name |
| -------------------- | ----------------------- | --- |
| Afrika               | Benin                   | Kommunistische Partei Benins (französisch Parti Communiste du Bénin, PCB)                                                                               |
| Afrika               | Burkina Faso            | Voltaische Revolutionäre Kommunistische Partei (französisch Parti communiste révolutionnaire voltaïque, PCRV)                                           |
| Afrika               | Elfenbeinküste          | Revolutionäre Kommunistische Partei der Elfenbeinküste (französisch Parti Communiste Révolutionnaire de Côte d’Ivoire, PCRCI)                           |
| Afrika               | Marokko                 | Demokratischer Weg (arabisch النهج الديمقراطي, französisch La Voie Démocratique)                                                                        |
| Afrika               | Tunesien                | Tunesische Arbeiterpartei (arabisch حزب العمال التونسي‎, französisch Parti des travailleurs tunisiens)                                                   |
| Asien                | Bangladesch             | Kommunistische Partei Bangladeschs (Marxisten-Leninisten)                                                                                               |
| Asien                | Indien                  | Revolutionary Democracy Organisation |
| Asien                | Iran                    | Arbeiterpartei des Iran (persisch حزب کار ایران, Toufan)                                                                                                |
| Asien                | Pakistan                | Arbeiterfront Pakistans (Urdu پاکستان مزدور محاذ, PMM)                                                                                                  |
| Asien                | Türkei                  | Partei der Arbeit (türkisch Emek Partisi, EMEP) |
| Europa               | Albanien                | Kommunistische Partei Albaniens (albanisch Partia Komuniste e Shqipërisë, PKSh)                                                                         |
| Europa               | Dänemark                | Kommunistische Arbeiterpartei (dänisch Arbejderpartiet Kommunisterne, APK)                                                                              |
| Europa               | Deutschland             | Organisation für den Aufbau einer Kommunistischen Arbeiterpartei Deutschlands (Arbeit Zukunft)                                                          |
| Europa               | Frankreich              | Kommunistische Partei der Arbeiter Frankreichs (französisch Parti communiste des ouvriers de France, PCOF)                                              |
| Europa               | Griechenland            | Bewegung für die Reorganisation der Kommunistischen Partei Griechenlands 1918–1955 (griechisch Κίνηση για την Ανασύνταξη του ΚΚΕ 1918–1955, Anasintaxi) |
| Europa               | Italien                 | Kommunistische Plattform (italienisch Piattaforma Comunista)                                                                                            |
| Europa               | Norwegen                | Marxistisch-Leninistische Gruppe „Revolution“ (norwegisch ML-Gruppa Revolusjon, MLGR)                                                                   |
| Europa               | Spanien                 | Kommunistische Partei Spaniens (Marxisten-Leninisten) (spanisch Partido Comunista de España (marxista–leninista), PCE (m-l))                            |
| Nord- und Südamerika | Brasilien               | Revolutionäre Kommunistische Partei (portugiesisch Partido Comunista Revolucionário, PCR)                                                               |
| Nord- und Südamerika | Chile                   | Revolutionäre Kommunistische Partei Chiles (spanisch Partido Comunista Revolucionario de Chile, PCR)                                                    |
| Nord- und Südamerika | Dominikanische Republik | Kommunistische Partei der Arbeit (spanisch Partido Comunista del Trabajo, PCT)                                                                          |
| Nord- und Südamerika | Ecuador                 | Marxistisch-leninistische Kommunistische Partei Ecuadors (spanisch Partido Comunista Marxista-Leninista del Ecuador, PCMLE)                             |
| Nord- und Südamerika | Kolumbien               | Kommunistische Partei Kolumbiens (Marxisten-Leninisten) (spanisch Partido Comunista de Colombia (marxista–leninista), PC de C (M-L))                    |
| Nord- und Südamerika | Mexiko                  | Kommunistische Partei Mexikos (Marxisten Leninisten) (spanisch Partido Comunista de México (Marxista-Leninista), PCMML)                                 |
| Nord- und Südamerika | Peru                    | Kommunistische Partei Perus (Marxisten-Leninisten) (spanisch Partido Comunista Peruano (Marxista–Leninista), PCP (M-L))                                 |
| Nord- und Südamerika | Venezuela               | Marxistisch-leninistische Kommunistische Partei Venezuelas (spanisch Partido Comunista Marxista–Leninista de Venezuela, PCMLV)                          |
| Nord- und Südamerika | Vereinigte Staaten      | Amerikanische Partei der Arbeit (englisch American Party of Labor)                                                                                      |